# Urbanisme lineal

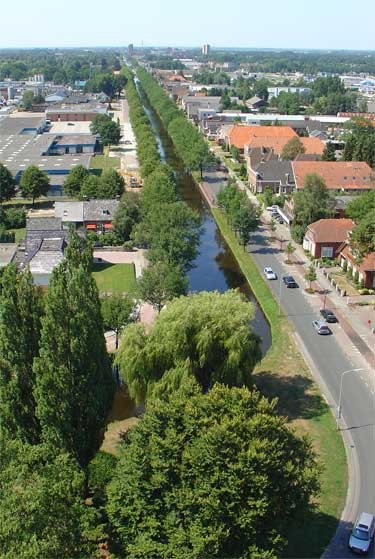
Traçat lineal al llarg del Stadskanaal.

L'urbanisme lineal és un tipus de traçat urbà de forma allargada generalment, a conseqüència de la disposició al llarg d'una via de comunicació, que dona lloc a una formació urbana allargada., o com el cas de la zona litoral fora de l'àrea de Barcelona amb un traçat lineal al llarg de la costa, amb el tren i la carretera.
Consisteix en una sèrie de sectors paral·lels funcionalment especialitzats. En general, el traçat sol córrer paral·lel a una via de comunicació, línia de costa o fluvial. En el cas fluvial es construïa de manera que el vent dominant bufés des de les zones residencials de l'avinguda que de vegades podia ser de tipus industrial.
Els sectors d'un planejament lineal serien:
1. Una zona purament segregada per línies ferroviàries.
2. Una zona de producció i empreses comunals, juntament amb les seves institucions científiques, tècniques i educatives.
3. Una zona verda o zona d'amortiment amb la carretera principal.
4. Una zona residencial, incloent una zona d'institucions socials, una zona d'edificis d'habitatges i una "zona per a criatures".
5. Un parc o zona d'esbarjo.
6. Una zona agrícola amb jardins i granges estatals (sovkhozs a la Unió Soviètica).

Tot el creixement del traçat s'havia de realitzar de forma longitudinal i paral·lela a la via principal, mai fora de la línia. Carrers transversals de 200 m de longitud i d'un ample mínim de 20 m, havien de connectar aquesta espina central amb els habitatges situats als costats en illes de formes regulars (quadrats i rectangles). De la superfície total de la ciutat 1/5 estaria destinat a la construcció d'habitatges, i els 4/5 restants a terres de cultiu. De 400 m² que tindrien les parcel·les, 80 serien utilitzats per a la construcció d'habitatges i tallers, i 320 a una horta jardí amb arbres fruiters i instal·lacions per a la cria d'animals.

## Evolució del model

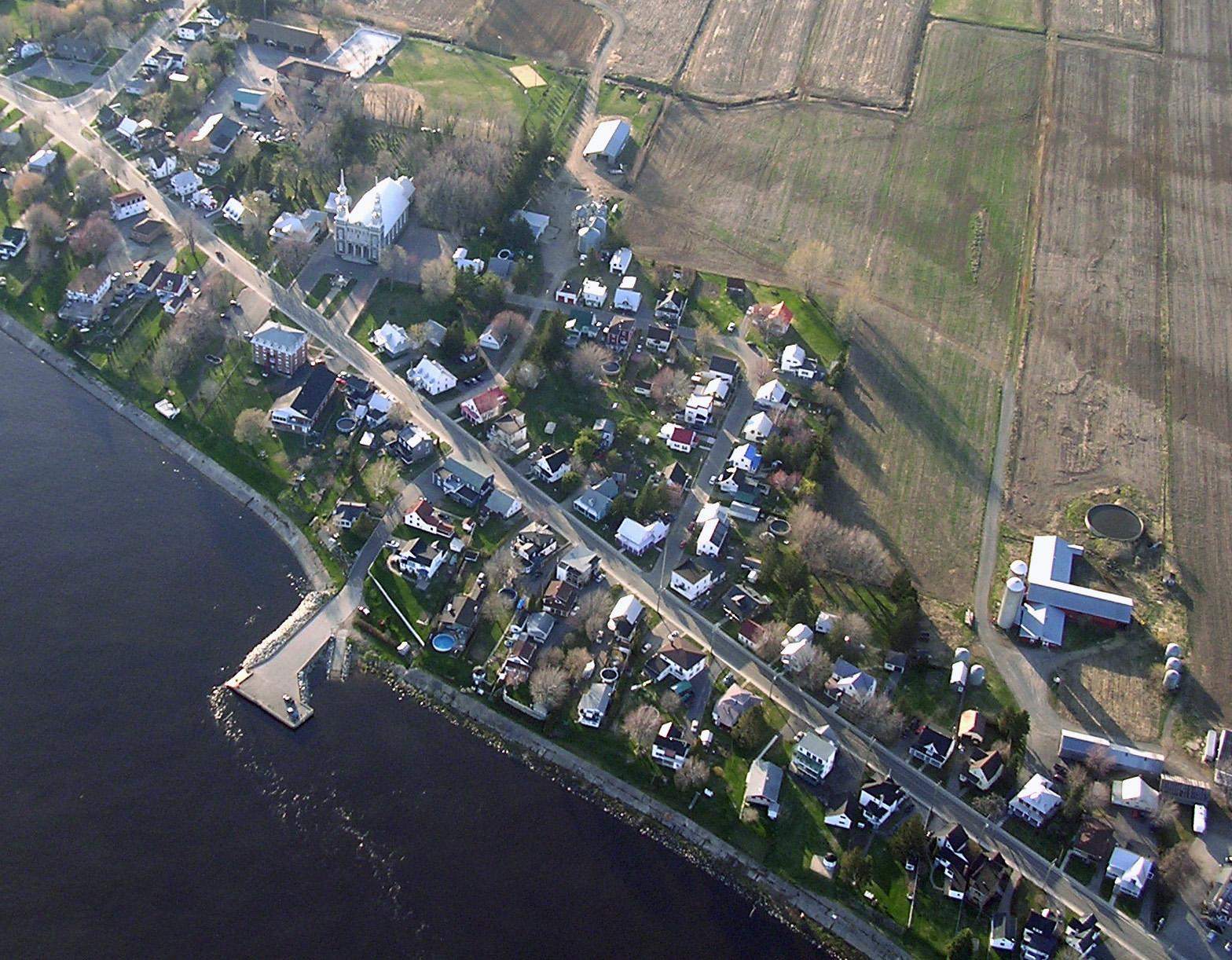
Algunes comunitats al llarg del riu Sant Llorenç al Quebec (Canadà), es van desenvolupar sota planejament lineal, com encara es veu clarament a Champlain, Quebec.

L'Urbanisme lineal va ser reformulat a finals del segle xix per Arturo Soria amb el transport i la dicotomia camp-ciutat com a preocupacions principals, el que pretenia el model lineal era substituir i/o descongestionar nucli de les ciutats tradicionals i donar lloc a un nou tipus de ciutat que conservés la dignitat i l'individualisme, així com el contacte amb la natura.
La forma lineal es proposava com la millor manera de resoldre les necessitats de transport, minimitzant la suma de trajectes entre tots els punts entre si. L'automòbil encara no s'havia inventat, el ferrocarril, concretament el tramvia, es concebia com el mitjà de transport més important, i per això es reservava la part central del llarg carrer vertebradora, de 50 m d'ample.
A l'Argentina van sorgir molts assentaments de forma lineal amb l'expansió de les vies del ferrocarril. El mateix va ocórrer amb les rutes i camins de major trànsit, com els del Camí de Santiago. També es van produir aquests tipus de plans en les costes i als marges d'alguns rius. Un altre exemple es pot veure a la Ciutat lineal d'Arturo Soria.
De rellevant importància a la cultura anglosaxona, especialment a Anglaterra i Irlanda, són els anomenats ribbon developments ('creixements en cinta'), que són de fet formes molt simplificades de la ciutat lineal que acaben generant creixements de molt baixa densitat concentrats exclusivament al llarg de la via de comunicació que els serveix d'espina dorsal. La crítica als ribbon developments va començar a prendre força als 1920s, i la New Towns Act del 1945 a la Gran Bretanya cal veure-la també com una reacció als ribbon developments.

## Exemples evolucionats de traçat lineal

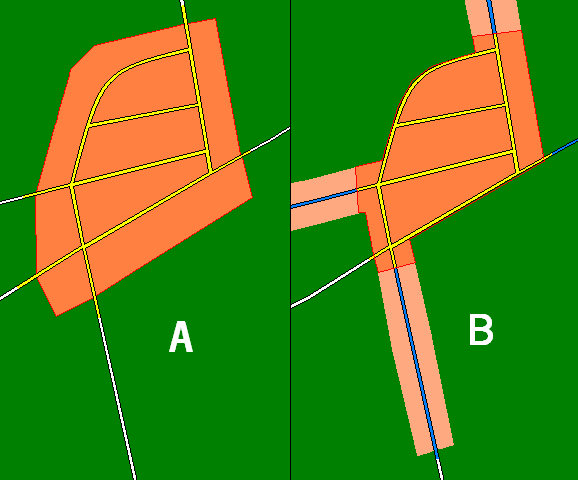
Exemples evolucionats

Alguns exemples, encara que parcialment realitzats, són els següents:
Arturo Soria va crear la  Companyia Madrilenya d'Urbanització  i construir el primer traçat lineal, però en comptes de fer-lo radial respecte a una ciutat puntual (Madrid), la va construir tangent, facilitant la seva absorció posterior per l'extensió del nucli urbà de la capital. La companyia va crear una línia de tramvies per servir la Urbanització, línia que es va mantenir independent de la resta dels transports de Madrid, fins a 1951. L'actual carrer Arturo Soria a Madrid, forma part d'aquest model pensat per a la ciutat i es va dur a terme només en 5 km.
Encara que es van fer algunes realitzacions pràctiques, a part del de Madrid, creant-se trossos de Lilla, i a Bèlgica, mai van acabar de triomfar perquè es va acabar construint pels voltants, abandonant la "línia".
A la Unió Soviètica el model va ser adoptat i promogut per Nikolai Milyutin durant la dècada del 1920. Ernst May, arquitecte funcionalista alemany, inicialment va proposar en el pla de Magnitogorsk les idees del traçat lineal.
Encara que no s'han planejat explícitament d'aquesta manera, algunes localitats han adoptat al llarg de la història una forma semblant a la del traçat lineal, creixent en els marges d'alguna carretera o, de vegades, d'un riu o canal.